# Bine Pišlar
Bine Pišlar, slovenski veslač, * 1983.
Pišlar, ki vesla za Veslaški klub Izola, je na Svetovnem mladinskem prvenstvu v veslanju leta 2003 postal svetovni mladinski prvak v lahkem enojcu. Na Evropskem prvenstvu v veslanju 2007 pa je z Juretom Cvetom v lahkem dvojnem dvojcu osvojila šesto mesto.
Na svetovnem prvenstvu v veslanju 2007 v Münchnu je v lahkem enojcu osvojil osmo mesto.